# Andrea Paciotto
 (Spoleto, 13 gennaio 1969) è un attore e regista teatrale italiano. È noto soprattutto per la sua lunga collaborazione con Ellen Stewart e il Cafè La MaMa di New York e per le sue regie in festival internazionali, come la Biennale di Venezia, il Festival dei Due Mondi di Spoleto e il Mittelfest di Cividale del Friuli.

## Biografia
Dopo gli studi al Centro Universitario teatrale di Perugia e alla Fondazione Pontedera Teatro, si trasferisce a New York dove ottiene una laurea in teatro (BA) ed una Master of Fine Arts presso Brooklyn College, City University of New York. Successivamente, si specializza nei Paesi Bassi, presso il DasArts, Advance Reasearch Center in Theatre and Dance dell'Università di Amsterdam. Fondamentale per la sua carriera l'incontro con Ellen Stewart, la fondatrice del La MaMa di New York che nel 1985 crea a Spoleto la succursale italiana del suo teatro, La MaMa Umbria International. Con la Stewart, Paciotto inizia a lavorare come attore partecipando alle tournée internazionali della compagnia newyorkese e recitando in paesi come Germania, Austria, Turchia, Serbia, Svizzera, Polonia e Macedonia.
Rientrato in Italia nel 2004, l'artista viene invitato alla Biennale di Venezia 2007 da Maurizio Scaparro nell'ambito del progetto Goldoni e il teatro nuovo. Lavora con attori serbi e porta in scena Sluga dvaju gospodara, ili komedija dvostruke igre (Servitore di due padroni, ovvero la commedia del doppio gioco) una rilettura in serbo-croato del Servitore di due padroni di Carlo Goldoni.
L'anno successivo (2008) è al Mittelfest di Cividale del Friuli con Alla fine l'inizio, uno spettacolo ispirato a Le Cosmocomiche di Italo Calvino.
Dopo la scomparsa di Ellen Stewart, nel gennaio 2011, è stato nominato Direttore del centro europeo La MaMa Umbria International, una Residenza per Artisti con sede a Spoleto, Italia.
Paciotto, si occupa della messinscena italiana dei testi di Israel Horovitz, drammaturgo, sceneggiatore e regista statunitense, con il quale fonda la Compagnia Horovitz-Paciotto, e promuove la traduzione italiana di alcuni testi (pubblicati da Editoria & Spettacolo). Nel 2012 il Teatro Stabile dell'Umbria produce Tre Famiglie, tre brevi opere che ruotano attorno a tematiche familiari.
Nel 2015 dirige, per il Teatro Metastasio di Prato,  Fumo Blu, di Gherardo Vitali Rosati, uno spaccato nella vita di coppia di due trentenni, fra lavori precari e grandi ambizioni.. Lo spettacolo viene presentato al 58º Festival dei Due Mondi di Spoleto.